# Settar İksel
Ali Abdüssettar İksel (* 1908 in Istanbul; † 28. März 1985) war ein türkischer Diplomat und Politiker.

## Werdegang
İksel war von 1957 bis 1961 türkischer Botschafter in Bonn. Davor war er unter anderem Botschafter in Athen. Für die Stadt Izmir war er Abgeordneter zur Großen Nationalversammlung.

## Ehrungen
- 1958: Großes Verdienstkreuz mit Stern und Schulterband der Bundesrepublik Deutschland